# Andy Bausch
Pour les articles homonymes, voir Bausch.
Andy Bausch est un réalisateur et scénariste luxembourgeois né le 12 avril 1959 à Dudelange (Luxembourg).

## Filmographie

### Réalisateur
- 1981 : When the Music's Over (lb)
- 1982 : Stefan (lb) (court métrage)
- 1982 : Lupowitz (lb) (court métrage)
- 1983 : Die letzte Nacht (lb) (court métrage)
- 1983 : Cocaine Cowboy (lb) (court métrage)
- 1984 : One-Reel Picture Show (lb) (court métrage)
- 1984 : Van Drosselstein (lb) (court métrage)
- 1984 : ... der Däiwel (lb) (court métrage)
- 1986 : Gwyncilla: Legend of Dark Ages (lb)
- 1988 : Troublemaker (lb)
- 1989 : A Wopbobaloobop a Lopbamboom (lb)
- 1991 : Ex und hopp - Ein böses Spiel um Liebe, Geld und Bier (lb) (TV)
- 1992 : V comme vengeance (série télévisée)
- 1993 : Three Shake-a-Leg Steps to Heaven (lb)
- 1993 : Thés dansants (lb)
- 1994 : Immer wenn sie Krimis liest (série télévisée)
- 1994 : Fünf Millionen und ein paar Zerquetschte (TV)
- 1993 : Section K3 (Die Männer vom K3) (série télévisée)
- 1995 : Doppelter Einsatz (série télévisée)
- 1996 : Letters Unsent (lb)
- 1997 : Back in Trouble
- 1999 : Balko (série télévisée)
- 2000 : Helicops (HeliCops - Einsatz über Berlin) (série télévisée)
- 2001 : Zwei Brüder (série télévisée)
- 2003 : Le Club des chômeurs
- 2003 : Dirty Sky
- 2003 : L'Homme au cigare (lb)
- 2004 : Visions of Europe
- 2004 : Monsieur Warum (lb) (documentaire)
- 2004 : La Revanche (lb)
- 2005 : Télé Luxembourg 50 ans (lb) (documentaire)
- 2006 : Deepfrozen (lb)
- 2006 : Leslie Kent, a Tale of Sex, Booze and the Blues (lb) (documentaire)
- 2007 : Entrée d'artistes (lb)
- 2008 : Inthierryview (lb)
- 2010 : Trouble No More (lb)
- 2010 : Schockela Knätschgummi a brong Puppelcher (lb) (documentaire)
- 2012 : D'Belle Époque (documentaire)
- 2013 : D'Fifties (lb) (documentaire)
- 2015 : Faustino One Man Show (lb) (documentaire)
- 2016 : Streik! (lb)
- 2016 : Freddie (lb) (court métrage)
- 2017 : Rusty Boys (lb)
- 2017 : Sixty8 (lb)
- 2019 : Lost in the 80s (lb)
- 2023 : Little Duke (lb)

### Scénariste
- 1988 : Troublemaker (lb)
- 1989 : A Wopbobaloobop a Lopbamboom (lb)
- 1997 : Back in Trouble
- 2001 : Le Club des chômeurs
- 2004 : Visions of Europe
- 2004 : La Revanche (lb)
- 2006 : Deepfrozen (lb)